# إس إس أورانج ميدان
إس إس أورانج ميدان (بالإنجليزية: SS Ourang Medan)‏ هي سفينة شحن هولندية غرقت أمام الشواطئ الأندونيسية في ظروف غامضة عندما خرجت من الصين إلى كوستاريكا في يونيو 1947.

## السفينة
هي سفينة شحن هولندية أفراد طاقمها يحملون الجنسية الدانماركية غرقت أمام سواحل مدينة ميدان الإندونيسية في يونيو 1947.

### التسمية
يُقال أن أورانج ميدان ليس اسمها الحقيقي، وسُميت بهذا الاسم بعد الحادثة والتي تعني رجل ميدان بالإندونيسية نسبة إلى غرقها أمام سواحل مدينة ميدان الإندونيسية عاصمة مدينة سومطرة الشمالية رابع أكبر مدن إندونيسيا بينما تعني اورانج الشخص أو الرجل باللغة الإندونيسية وبذالك يكون اسم السفينة هو الرجل في ميدان أو من ميدان.

## الأحداث
في شهر يونيو 1947 وأثناء عبور السفينة من الصين إلى كوستاريكا في المحيط الهادئ التقطت سفينة أمريكية نداء استغاثة من طاقم السفينة يخبرهم فيها بأن طاقم السفينة قد مات وعند وصول السفينة الأمريكية إلى مكان الحدث وجدوا كل من الطاقم والعاملين وكذلك الكلاب قد مات وآثار الخوف والهلع مرسومة في وجوههم.
بعد لحظات تعالت النيران فاضطر أفراد طاقم السفينة الأمريكية إلى الابتعاد عنها بأسرع وقت والتي إنفجرت بعد ذلك بلحظات واختفت في قاع المياه.
يذكر بأن آخر عبارة تم سماعها في نداء الاستغاثة كانت: «وأنا سأموت» ثم إنقطع الإرسال.

## أقوال وتفسيرات
بعد تلك الحادثة تضاربت الأقوال والتفسيرات في فك غموض سر السفينة وسبب موت طاقمها. البعض برر بوجود الأشباح والبعض الآخر فسر اللغز بالقرصنة من سفن أخرى. إلا أن أكثر الأقوال واقعية هو قول المحقق البريطاني روي بينتون الذي يعمل لمجلة Sea Breezes يقول بأن سبب موت طاقم السفينة هو تسرب حمض الكبريتيك في شحنة البراميل المحملة في السفينة. والذي أدى عدم إحكام إغلاق أحد البراميل إلى تسرب غاز سام انتشر في أرجاء السفينة واشتعالها في ما بعد.